# Robert J. Gamble

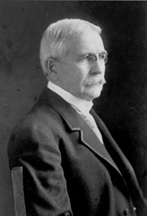
Robert J. Gamble

Robert Jackson Gamble (* 7. Februar 1851 nahe Akron, Genesee County, New York; † 22. September 1924 in Sioux Falls, South Dakota) war ein US-amerikanischer Jurist und Politiker (Republikanische Partei) aus dem US-Bundesstaat South Dakota. Er war der Vater von Ralph Abernethy Gamble und Bruder von John Rankin Gamble, beides Abgeordnete im US-Repräsentantenhaus.

## Werdegang
Seine Familie zog 1862 zu Anfang des Amerikanischen Bürgerkrieges nach Fox Lake, Wisconsin. Er studierte Jura an der Lawrence University in Appleton, Wisconsin, wo er 1874 graduierte. Im nachfolgenden Jahr bekam er seine Zulassung als Anwalt und fing dann in Yankton, Dakota-Territorium, später South Dakota, zu praktizieren an.
Er wurde 1880 Bezirksstaatsanwalt für den 2. Gerichtsbezirk des Dakota-Territoriums. Ferner war er in den Jahren 1881 und 1882 Staatsanwalt in Yankton. Danach wurde er 1885 Mitglied im territorialen Rat (engl. Territorial Council). Einige Jahre nachdem South Dakota als 40. Staat in die Union aufgenommen wurde (2. November 1889), wählte man ihn 1895 in den 54. US-Kongress. Er kandidierte 1896 erfolglos für eine Wiederwahl, wurde aber schließlich in den 56. US-Kongress wiedergewählt. Während seiner zweiten Amtszeit war er der Vorsitzende des heute nicht mehr existierenden U.S. House Committee on Expenditures on the Public Buildings.
Gamble wurde 1901 in den US-Senat gewählt und 1906 wiedergewählt. Bei seinem zweiten Wiederwahlversuch erlitt er allerdings eine Niederlage und schied im März 1913 aus dem Amt. Er war der Vorsitzende des Senate Committee on Indian Depredations (57. US-Kongress), Vorsitzende des U.S. Senate Committee on Transportation Routes to the Seaboard (58. bis 60. US-Kongress), Vorsitzende des U.S. Senate Committee on Enrolled Bills (61. US-Kongress) und Vorsitzende des U.S. Senate Committee on Indian Affairs (62. US-Kongress).
Nach seiner Zeit im US-Senat zog Gamble 1915 nach Sioux Falls, wo er wieder als Anwalt praktizierte. Dann war er von 1916 bis 1924 als Sachverständiger für Bankrott im Süddistrikt von South Dakota tätig. Ferner war er Mitglied des National Executive Committee of the League to Enforce Peace. Er verstarb 1924 in Sioux Falls und wurde anschließend auf dem Yankton Cemetery in Yankton, South Dakota beigesetzt.